# 阿部学
阿部 学（あべ まなぶ、1936年 - ）は、日本の鳥類学者。正字は「學」。
1936年生まれ。農林水産省林業試験場をへて新潟大学農学部教授。日本猛禽研究機構。1967年 北海道大学農学博士。論文の題は「カラフトスズメ,Passer montanus kaibatoi Munsterhjelmの生態に関する研究」。

## 著書
- マクドナルド・エデュケーショナル(企画制作)、阿部學(解説) 鳥 偕成社 1977 目で見る科学 3 https://ci.nii.ac.jp/ncid/BA31569813
- 阿部學 鳥 学習研究社 1984 学研の観察図鑑 3 isbn=4051010902 https://ci.nii.ac.jp/ncid/BN05877616
- 上野攻、阿部學、市田則孝 アジア地域の湿地保護の現状 IWRB(国際水禽湿地調査局)日本委員会 1994 https://ci.nii.ac.jp/ncid/BA55240120
- Elpick , Jonathan、阿部學、柚木修、森下麻矢子 世界の渡り鳥アトラス ニュートンプレス 2000 NEWTONムック . ビジュアル サイエンス シリーズ isbn=4315515442 https://ci.nii.ac.jp/ncid/BA45943474

## 論文
- 国立情報学研究所収録論文 国立情報学研究所
- 阿部学 カラフトスズメの春と夏における卵重差(生態)|journal=動物学雑誌|issn=00445118|year=1966-12-15 75 357 https://cir.nii.ac.jp/crid/1540291245367990016
- 阿部学 アラスカの思い出〔北米大陸の野生鳥獣-1-哺乳類 解説〕 自然 issn= 03870014 中央公論社 1971-07 26 8 84-85 https://cir.nii.ac.jp/crid/1521417754793589376
- 阿部学 2.アマミノクロウサギの巣穴とその分布(第7回野兎研究会) 日本林學會誌 issn= 0021485X 一般社団法人日本森林学会 1975-03-25 57 3 100 https://cir.nii.ac.jp/crid/1570009752235235072
- 阿部学 給餌食物自動記録装置による成果(短報) 鳥 issn=00409480 日本鳥学会 1975-12 24 57-60 https://cir.nii.ac.jp/crid/1520572357671375744
- 阿部学 富士山のフクロウ (富士山の動物<特集>) 動物と自然 03864782 ニューサイエンス社 1985-08 15 9 12-16 https://cir.nii.ac.jp/crid/1520573330381836160
- 阿部学,北原英治 山岳林におけるヘリコプターによるカモシカ等のセンサス〔英文〕 森林総合研究所研究報告 issn=09164405 森林総合研究所 1989-12 29-45 https://cir.nii.ac.jp/crid/1524232505011620096
- 阿部學 大型動物の個体数調査法 森林科学 : 日本林学会会報 issn=09171908 一般社団法人日本森林学会 1992-06-01 5 51-56 https://cir.nii.ac.jp/crid/1390001204371632256
- 阿部学 ノウサギ--未利用資源の活用法 (野生動物の持続的利用<特集>) 畜産の研究 issn=00093874 養賢堂 1996-01 50 1 176-186 https://cir.nii.ac.jp/crid/1523388080362946688
- 阿部學 シンポジウム「希少猛禽類の管理」報告 日本鳥学会誌 = Japanese journal of ornithology 0913400X 1998-03-01 46 4 236-237 https://cir.nii.ac.jp/crid/1573105973894043520
- Sone Koichi,Okumura Hideo,Abe Manabu,Kitahara Eiji Biomass of Food Plants and Density of Japanese Serow, Capricornis crispus. Memoirs of the Faculty of Agriculture, Kagoshima University 04530853 鹿児島大学 1999-03-15 35 7-16 https://cir.nii.ac.jp/crid/1571698601911783680
- 矢竹 一穂,秋田 毅,阿部 學 人工放獣されたニホンリスの空間利用 哺乳類科学 ＝ Mammalian Science|issn=0385437X 日本哺乳類学会 1999-06-30 39 1 9-22 https://cir.nii.ac.jp/crid/1390282679700750336
- 樋口 亜紀,阿部 學 飼育下のフクロウStrix uralensisのエネルギー収支 日本鳥学会誌 = Japanese journal of ornithology 0913400X 日本鳥学会 2001-02-25 50 1 25-30 https://cir.nii.ac.jp/crid/1390282679457888384
- HASHIMOTO Takuma,ABE Manabu Body size and reproductive schedules in two parapatric moles, Mogera tokudae and Mogera imaizumii, in the Echigo Plain Mammal study = The Continuation of the Journal of the Mammalogical Society of Japan issn=13434152 日本哺乳類学会 2001-06-01 26 1 35-44 https://cir.nii.ac.jp/crid/1390282679648164224 10.3106/mammalstudy.26.35
- 阿部 學 植物と哺乳類の相互依存 (特集 鳥類・哺乳類--植物の共生環境(その4)) 都市緑化技術issn=0919021X 都市緑化技術開発機構 2003 48 10-13 https://cir.nii.ac.jp/crid/1523951029524691200